# 港山站
港山站（日语：／ Minatoyama eki */?）是位於日本愛媛縣松山市的鐵路車站，隸屬於伊予鐵道（伊予鐵），車站編號為IY03，可轉乘「三津街渡」前往對岸的三津濱內港及三津一丁目等地。車站位處愛媛縣道19號附近，民居較為分散，與鄰站梅津寺站共列高濱線內每日乘降客量最少的車站，本站自2015年3月28日起，因應橫河原線上的愛大醫學部南口站增建了永久站房及改為有人站，相對地把本站降為無人站，只保留自動售票機。
1998年由田中麗奈主演，以松山市為題裁的電影「激浪青春」，本車站和三津街渡都是當中的場景。值得一提是，本站和梅津寺兩站皆為高濱線複線化暨電化時所增設的車站。同時本站亦可歸納為定時時間表內的列車交匯站，時間表上，上、下行的發車時間相距有1分鐘，但往往當上行的列車離站時，下行的列車剛好到站，因而造就了成為列車交匯站。

## 車站結構
本站採用站舍與月台共建的設計，站舍建於月台末端向梅津寺站方向，相比山西站或伊予立花站的兩層建築，港山站只為單層木製的小型建築物，只設有服務櫃位及已停用的站務室，並裝有斜式屋頂及於車站入口的梯級部份裝有屋簷。1部售票機則設於面向車站出入口。閘口為開放式閘口設計，亦裝設了IC卡感應器。2008年3月進行了車站改善工程，將一部份的樓梯改為無障礙通道。由於站房非常細小亦較狹窄，一些擺放宣傳單張或資料的宣傳架亦要置於月台上。簡易式洗手間同樣亦要設於車站外圍的單車停泊場旁。

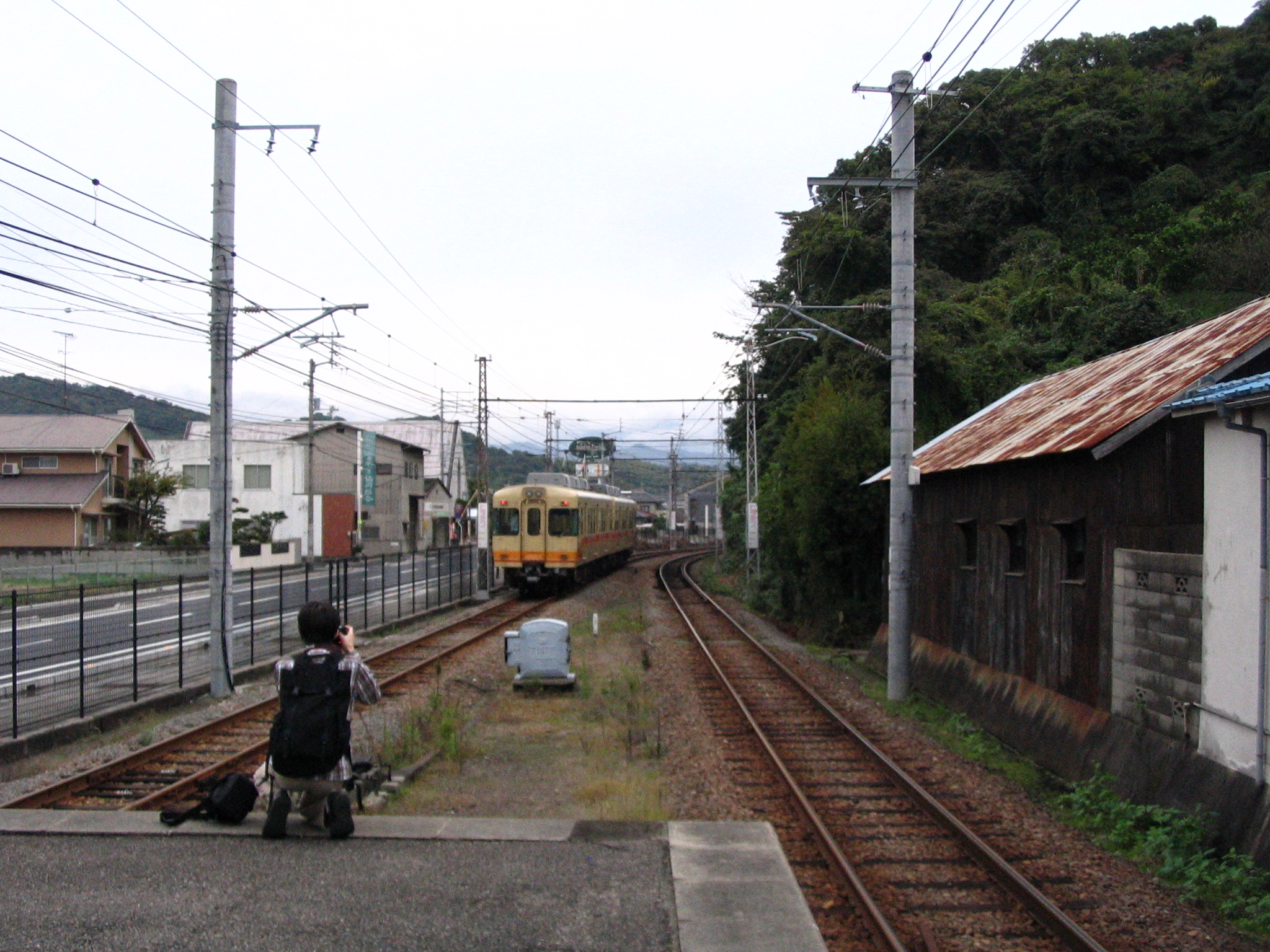
一列往松山市站的伊予鐵道700系列車剛離開港山站月台。

設有島式月台1座，有效長度為3輛。由於為小型車站，月台上的設施相應較為簡單，並集中在出入口旁約1節車廂長度內，包括候車座椅、自動售賣機及月台上蓋，其餘部份皆為露天且沒有放置任何設施。

### 月台配置
| 月台                  | 路線    | 方向 | 目的地                            |
| --------------------- | ------- | ---- | --------------------------------- |
| 北側 （靠近縣道19號） | ■高濱線 | 下行 | 松山市、直通■横河原線往横河原方向 |
| 南側 （靠近街渡碼頭） | ■高濱線 | 上行 | 高濱方向                          |

## 歷史
- 1931年5月1日：開業。
- 2008年3月：車站進行改善工程，加設了無障礙通道[7]。
- 2015年3月28日：改為無人站。
- 2025年3月18日：伊予鐵內所有郊外鐵道線均可使用ICOCA及全國交通系IC卡[8][9][10]。

## 相鄰車站
伊予鐵道
■ 高濱線
梅津寺（IY02）－港山（IY03）－三津（IY04）

## 外部連結
- 伊予鐵道港山站公式網頁。 （页面存档备份，存于）（日語）